# سلیمان ندوی
سید سلیمان نَدْوی (انگلیسی: Sulaiman Nadvi, اردو: سید سلیمان ندوی؛ ۲۲ نوامبر ۱۸۸۴ – ۲۲ نوامبر ۱۹۵۳)؛ اندیشمند، محقق و تاریخ‌نگار برجسته، زندگی‌نامه‌نویس و نویسندهٔ اهل هند در قرن چهاردهم هجری/ بیستم میلادی بود. او در ۲۲ نوامبر ۱۸۸۴ (۲۳ صفر ۱۳۰۲ هجری قمری) در پتنه از توابع ایالت بیهار هند متولد شد و در همان‌جا پرورش یافت. پدرش، ابوالحسن صوفی بوده است.
اثر مشهور وی تکمیل کتاب ناتمام سیرۃ النبی در پنج مجلد مجموعه‌ای در رفتار و عقاید، روش و سنت محمد پیامبر اسلام و معارف اسلامی است. شبلی نعمانی به دلیل بیماری در پایان عمر خود نظارت بر دارالصنفین را که خود تأسیس کرده بود و نیز تکمیل مجموعهٔ سیره النبی را به او واگذار کرد.
از دیگر آثار وی خطبات مدارس (به زبان‌های اردو، انگلیسی و عربی)؛ ارض القران در زمینهٔ جغرافیای قرآنی، سیره عایشه،سیره مالک،خیام و نقوش سلیمانی در مباحث لغوی و ادبی می‌باشد. کتاب سفرنامه افغانستان به قلم سلیمان ندوی که شرح مسافرت اقبال لاهوری - سر راس مسعود و سلیمان ندوی در اکتبر ۱۹۳۳به افغانستان می‌باشد با ترجمه جذاب نذیر احمد سلامی توسط مؤسسه هفت اقلیم در زاهدان به چاپ رسیده است. مدفن وی در محوطه دانشگاه اسلامی کراچی می‌باشد.